# Вира (брук)
Вира (швед. Vira) – имение в Швеции, располагающееся в Стокгольмском лене на берегу реки Вираон между озёрами Вирен и Лушён.

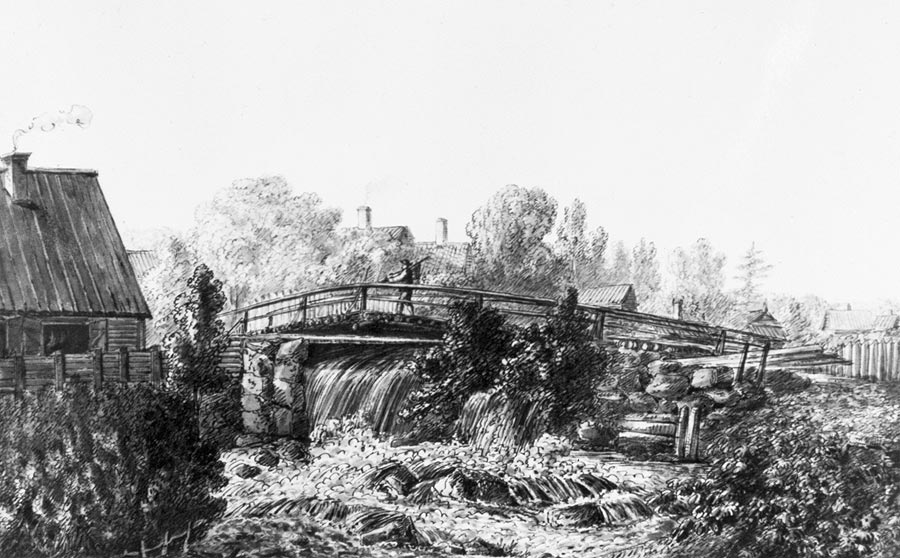
Вира. Мост через плотину.
Худ. К.Ф. Седерхольм (1814)

В 1635 г. риксадмирал Клас Флеминг с помощью валлонов основал здесь железоделательную мануфактуру, которая в том же году получила привилегию на монопольное производство шпаг, багинетов и палашей для короны. Привилегия впоследствии возобновлялась в 1646, 1649, 1664, 1700 и 1720 гг. В период с 1668 по 1718 гг. в Вире было изготовлено 277 тыс. шпаг и 15 тыс. прочих клинков. Постепенно изготовление оружия было вытеснено производством инструментов из железа: кос, топоров, ножей, – а в 1842 г. и вовсе прекратилось. 
Вира принадлежала поочерёдно семействам Флемингов, Поссе, а затем архиепископу Самуэлю Тройлиусу. В 1783 г. коммерции советник Симон Бернхард Хеббе (1727-1795) объединил Виру с имением Эстано, превратив их в семейный фидеикомисс, который по праву наследования перешёл затем к родам Фреденхейм и Бустрём. 
Производство инструментов в Вире продолжалось вплоть до 1948 г. В 60-е гг. XX вв. брук был отреставрирован, а в 1970 г. в нём был открыт музей.